# Metilergometrina
La metilergometrina è un composto chimico di formula C20H25N3O2 che in condizioni standard si presenta come una polvere cristallina.

## Storia
Venne approvato per la prima volta nel 1946.

## Caratteristiche strutturali e fisiche
La metilergometrina è un alcaloide dell'ergot e un analogo di sintesi dell'ergonovina che presenta un gruppo CH2 addizionale. È un membro della famiglia delle ergoline e chimicamente simile a LSD, ergina, ergometrina e acido lisergico. Sottoforma di maleato, deve essere protetto da luce e calore.
Il composto risulta:
- solubile in acetone ed etanolo;[6]
- lievemente solubile in acqua.[7]

Quando viene riscaldata fino a decomposizione emette fumi tossici contenenti ossidi di azoto.
| N. di accettori di legami a idrogeno | 3                                                                                               |
| N. di donatori di legami a idrogeno  | 3                                                                                               |
| N. di legami ruotabili               | 4                                                                                               |
| Massa monoisotopica                  | 339,194677059 u                                                                                 |
| Superficie polare                    | 68,36 Å2                                                                                        |
| Carica fisiologica                   | +1                                                                                              |
| Rifrattività                         | 99,58 m3/mol                                                                                    |
| Polarizzabilità                      | 38,73 Å3                                                                                        |
| Potere rotatorio specifico           | - 45° a 20 °C                                                                                   |
| Sezione d'urto                       | 185,8494245 [M-H]- 184,7243245 [M+H]+ 184,4271245 [M+Na]+ 183,03 Å² [M+H]+ 164,81 Å² [M+H-H2O]+ |

## Sintesi
Il farmaco viene attualmente preparato mediante la reazione dell'acido (+)-lisergico con L-(+)-aminobutanolo, utilizzando diversi reagenti di accoppiamento.

## Farmacologia

### Farmacocinetica
Dopo somministrazione orale (biodisponibilità: 60%) e intramuscolare (biodisponibilità: 78%), l'assorbimento è rapido. Il volume di distribuzione è pari a 56,1l. Viene metabolizzato dal fegato, prevalentemente attraverso metabolismo di primo passaggio (emivita = 3,39 ore).

### Farmacodinamica
La metilergometrina agisce direttamente sulla muscolatura liscia dell'utero, aumentando il tono, la frequenza e l'ampiezza delle contrazioni ritmiche attraverso il legame e l'antagonismo risultante del recettore della dopamina D1. Di conseguenza, induce un effetto uterotonico tetanico rapido e prolungato, che accorcia la terza fase del travaglio e riduce la perdita di sangue.
La metilergometrina è un agonista/antagonista parziale sui recettori serotoninergici, dopaminergici e alfa-adrenergici. Il suo specifico pattern di legame e attivazione su questi recettori porta ad una contrazione del muscolo uterino liscio attraverso i recettori della serotonina 5-HT2A, mentre i vasi sanguigni sono colpiti in misura minore rispetto ad altri alcaloidi della segale cornuta.

### Effetti del composto e usi clinici
Viene utilizzato:
- come agente diagnostico dell'angina pectoris,
- nella gestione delle emorragie post-partum,
- nella gestione delle emorragie uterine,
- nella gestione della subinvoluzione uterina post-partum,
- nella gestione e nel trattamento dell'atonia uterina.

#### Uso in ostetricia
La metilergometrina è un costrittore della muscolatura liscia che agisce principalmente sull'utero. È più comunemente usata per prevenire o controllare un'eccessiva emorragia dopo il parto e l'aborto spontaneo o desiderato, e anche per aiutare nell'espulsione di prodotti trattenuti del concepimento dopo un aborto mancato (aborto in cui tutto o parte del feto rimane nell'utero) e per aiutare a rilasciare la placenta dopo il parto. È disponibile in compresse o iniezioni (IM o IV) o in forma liquida da assumere per via orale Viene somministrata dopo l'ossitocina.

#### Emicrania
La metilergometrina viene talvolta utilizzata sia per la prevenzione che per il trattamento acuto dell'emicrania. È un metabolita attivo di metisergide.

### Controindicazioni ed effetti collaterali
La metilergometrina è controindicata nei pazienti con ipertensione e preeclampsia.  È inoltre controindicato nei pazienti sieropositivi che assumono inibitori della proteasi, delavirdina ed efavirenz (che è anche un agonista del protoprocessore del recettore 5HT2A-mGlu2 e aumenta le probabilità che un paziente abbia allucinazioni durante la terapia con metilergometrina).
Gli effetti collaterali includono: 
- Effetti colinergici come nausea, vomito e diarrea
- Vertigini
- Vasocostrizione dell'arteria coronaria
- Ipertensione sistemica severa (specialmente nei pazienti con preeclampsia)
- Convulsioni

### Tossicologia
La sovraesposizione comporta: ipertensione, convulsioni, mal di testa, ipotensione, nausea e vomito.
| Organismo | Somministrazione | Dose       |
| --------- | ---------------- | ---------- |
| Topo      | iv               | 85 mg/kg   |
| Topo      | orale            | 187 mg/kg  |
| Ratto     | iv               | 23 mg/kg   |
| Ratto     | orale            | 93 mg/kg   |
| Coniglio  | iv               | 2600 mg/kg |